# Trennkörper
Ein Trennkörper spielt eine Rolle in der Stereo-Aufnahmetechnik bei Hauptmikrofonaufnahmen durch Mikrofone mit Kugelcharakteristik.

Bekannt sind dafür die Jecklin-Scheibe von Jürg Jecklin und das Kugelflächenmikrofon nach Günther Theile.
Diese Mikrofonsysteme stehen der Kunstkopfstereofonie nahe, weil sie auch Spektraldifferenzen erzeugen, also frequenzabhängige Pegeldifferenzen neben den Laufzeitdifferenzen, die von Mikrofonen im Ohrabstand gebildet werden. Diese Signale haben Ähnlichkeit mit Ohrsignalen. 
Beim Stereohören im Stereodreieck werden die Orte der Phantomschallquellen auf der Lautsprecherbasis durch die Hörereignisrichtung als Auslenkung in Prozent aus der Mitte (Center) lokalisiert und angegeben. Frequenzneutrale Pegeldifferenzen und Laufzeitdifferenzen führen durch Summenlokalisation zu verschiebbaren Phantomschallquellen. Bei der Lautsprecherstereofonie sind als Interchannel-Signaldifferenzen durch Trennkörper erzeugte frequenzabhängige Pegeldifferenzen (Spektraldifferenzen) zu vermeiden, weil diese zu Klangverfärbungen bei seitlichen Schalleinfallsrichtungen führen.
Jedes Mikrofonsystem mit einem Trennkörper erzeugt bei seitlichen Schalleinfallsrichtungen durch Abschattung Spektraldifferenzen, die am Mikrofonort „in Natur“ im Schallfeld nicht vorhanden sind. Auch übliche nach außen gewinkelte Mikrofone mit Kugelrichtcharakteristik gehen wegen ihrer nicht idealen Kugeln in den Höhen in diese Richtung.

Deutlich hörbar wird dieser Fehler bei der Stereo-Lautsprecherwiedergabe, indem die tiefen Frequenzen gebündelt aus der Mitte zwischen den Lautsprechern kommen und die hohen Frequenzen  getrennt in die Richtung der Lautsprecher drängen. 